# Jon Fält
Jon Fält, född 28 augusti 1979 i Gävle, är en svensk jazzmusiker på slagverk. 

## Biografi
Fält växte upp i Sandviken, där han började ta lektioner på Kulturskolan. I januari 1990 startades en ny upplaga av "Sandvik Small Band", ett av Kulturskolans ungdomsstorband, där Fält kom att spela. Bandet hade stora framgångar och vann flera storbandstävlingar. I bandet spelade bland andra Nils Janson.
Fält har studerat vid Jazzgymnasiet i Gävle, Skurups folkhögskola och Kungliga Musikhögskolan i Stockholm. Han har spelat med grupper som Bobo Stenson Trio, Yunkan 5 & 10, Lina Nyberg Pling och The Stoner. 
År 2019 medverkade Fält i den norska jazzmusikern Ellen Andrea Wangs inspelning av albumet Closeness. Han har därefter spelat med Wang i samma konstellation under gruppnamnet Closeness i bland annat den svenska festivalen Jazzmanifest i Malmö maj 2022.

## Priser och utmärkelser
- 2004 – Jazzkatten som ”Årets nykomling”
- 2007 – Alice Babs Jazzstipendium[2] .
- 2015 – Jazzkannan[3]
- 2018 – Jazzkatten som ”Årets musiker”